# Lekkoatletyka na Letnich Igrzyskach Paraolimpijskich 2004 – rzut dyskiem kl. F53 mężczyzn
W rzucie dyskiem kl. F53 (zawodnicy na wózkach inwalidzkich) mężczyzn podczas Letnich Igrzysk Paraolimpijskich 2004 rywalizowało ze sobą 12 zawodników.

## Wyniki

### Finał
| Poz. | Zawodnik                | Narodowość        | Rezultat | Uwagi |
| ---- | ----------------------- | ----------------- | -------- | ----- |
| 1    | Alphonso Cunningham     | Jamajka           | 25.18    | WR    |
| 2    | Toshie Oi               | Japonia           | 25.03    |       |
| 3    | Mohamed Hassani         | Egipt             | 23.72    |       |
| 4    | Val Don Jacobson        | Stany Zjednoczone | 21.46    |       |
| 5    | Abdolreza Jokar         | Iran              | 19.13    |       |
| 6    | Nir Bahadur Gurung      | Indonezja         | 18.72    |       |
| 7    | Atef Al Dousari         | Kuwejt            | 18.22    |       |
| 8    | Mohammadhossein Firoozi | Iran              | 17.33    |       |
| 9    | Ales Kisy               | Czechy            | 17.02    |       |
| 10   | Willard Brooks          | Stany Zjednoczone | 16.30    |       |
| 11   | Gabriel Diaz de Leon    | Stany Zjednoczone | 16.11    |       |
| 12   | Mauro Maximo de Jesus   | Meksyk            | 14.75    |       |